# غرانت ميتشيل (سياسي)
غرانت ميتشيل (بالإنجليزية: Grant Mitchell)‏ هو شخصية أعمال وسياسي كندي، ولد في 19 يوليو 1951 في أوتاوا في كندا. نشط حزبياً في الحزب الليبيرالي الألبرتي والحزب الليبرالي الكندي (29 يناير 2014 – 29 يناير 2014). وقد انتخب عضو الجمعية التشريعية ألبرتا وانتخب عضو مجلس الشيوخ الكندي عن دائرة ألبرتا وقد انضم خلال فترته النيابية (24 مارس 2005 – )  للكتلة البرلمانية كتلة مجلس الشيوخ الليبرالي ‏.